# 퇴마록
《퇴마록》(退魔錄, Toemarok)은 이우혁의 판타지 소설이다. 이전까지의 대한민국 판타지 소설이 로마 가톨릭 신자인 톨킨 등의 기독교 사상에만 의지하던 것에 반해, 퇴마록은 도교, 기공, 기독교, 밀의종교, 드루이드, 무(巫), 수호령 등의 다양한 종교와 사상을 융합하여 한국형 판타지를 성공적으로 개척하였다는 평을 받는다. 1993년 작가 이우혁이 하이텔의 SUMMER란에 처음으로 퇴마록의 연재를 시작하였으며, 1994년 1월 처음 발간되었다. 밀리언셀러를 기록하게 되며, 이후 국내편(3권), 세계편(4권), 혼세편(6권), 말세편(6권) 등 총 4부와 해설집이 출판된다. 여세를 몰아 1998년 동명의 제목으로 영화화되나, 책만큼의 인기는 끌지 못하였다. 애니메이션 영화로는 ㈜로커스 스튜디오에서 만들어 2025년 2월 21일에 개봉되었다.

## 등장인물

### 퇴마사
- 이현암(성우: 남도형): 30대 후반이나, 내공으로 인해 20대 후반으로 보이며, 한빈거사와 도혜스님의 도움으로 인해 70년 내공과 외공을 전수받는다. 월향이라는 영혼이 깃든 검을 통해 검기를 사용하며, 물귀신으로 말미암아 여동생 현아를 잃은 슬픔이 있는 청년이다.
- 현승희(성우: 김연우): 라가라쟈의 화신. 박신부의 친구인 화가 현웅의 차녀로, 고고학 전공자이다. 승희는 사람의 마음을 읽을 수 있는 자신의 능력을 두려워한다. 사람마다 자신만의 소중한 비밀이 있게 마련인데, 이를 훔쳐보는 것이니 자신의 능력이 ‘도둑질’이 될 수 있다고 생각하기 때문이다.
- 박윤규 신부(성우: 최한): 로마 가톨릭 사제. 본래 직업은 의사였으나, 의술로는 귀신 들림을 고칠 수 없다는 것을 알고 절망했다. 로마 가톨릭교회 사제가 되지만, 예수의 축귀 이야기에 대한 해석 차이로 다른 성직자와 논쟁을 벌였고[1], 결국에는 로마가톨릭 성당에서 귀신을 쫓아내다 교회로부터 파문당했다. 성수 뿌리기, 기도력, 아우라[2]를 잘 한다. 박 신부는 기도, 성서 묵상 등의 기독교적인 수련으로 익힌 자신의 능력을 인간을 지배하는 악한 권세로부터 구원하기 위해서 사용할 뿐이지, 다른 사람을 현혹하는 데 쓰지 않는다. 기독교 영성가인 그는 일부 기독교인이 인격적인 성숙은 등한시하고 종교적 초능력에만 집착하는 것을 경계한다. 성직자로서의 직관으로 그것이 탐욕이요 불신에 지나지 않는다는 것을 알기 때문이다.
- 장준후(성우: 정유정): 해동밀교라는 가상의 종교에서 수련하여 영적인 능력을 가진 소년. 해동밀교의 호법 중 한 명인 장호법의 아들. 부적을 쓰며, 리매를 다룬다. 백호 검사의 배려로 주민등록에 이름이 기재되었다.

### 조력자
- 백호 : 4인의 뒤를 봐주는 정부 관계자. 뒤에 고위층이 있다고 얘기할 뿐 그 고위층이 누구인지는 밝히지 않는다. 항상 불을 붙이지 않은 담배를 물고 있으며 10인의 조력자 중의 한 명이다. 직업은 검사이다.
- 서연희 : 독일어, 프랑스어, 고대 유럽어 등 12개 말에 능통한 실력자이다. 통역사로 일하며, 퇴마사들의 해외활동 때마다 통역으로 돕는다. 심연의 눈을 가진 라미드 우프닉스 중에 한 명이며, 10인의 조력자 중의 한 명이다. 가족으로는 오빠 연호와 조카 수정이 있다.
- 성난 큰 곰 : 인디언 수우족의 후예로 퇴마사를 돕는 10인의 조력자 중의 한 명이다. 다른 사람과 마음으로 말하는 능력이 있다. 현암과의 전투 중 현암에게 아스타로트와의 계약이 깨진 일로 퇴마사의 조력자가 되었다.
- 윌리엄스 신부: 영국인 사제. 박 신부와 친분이 있으며, 비록 서툴기는 하지만 한국말을 할 줄 아는 인물이다. 왈라키아에서 흡혈귀에게 납치당한 사건 이후 흡혈귀의 능력을 갖게 된다.